# هدایت، ناوبری و کنترل

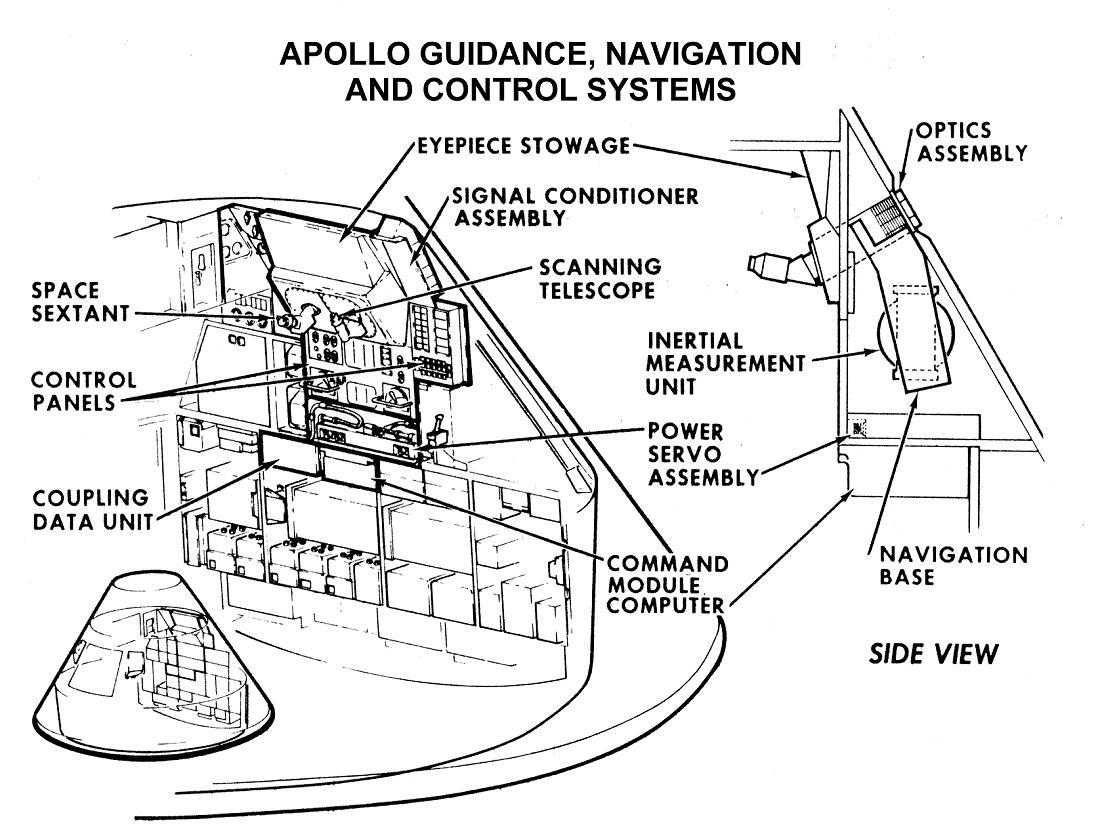
سامانه هدایت، ناوبری و کنترل آپولو

هدایت، ناوبری و کنترل (با سرواژه هنر) شاخه‌ای از مهندسی است که به طراحی سامانه‌هایی برای کنترل حرکت وسایل نقلیه، به‌ویژه خودرو، کشتی، هواگرد و فضاپیما سروکار دارد. در بسیاری از موارد این کارکردها به دست کسانی انجام می‌شود که آموزش ویژه در این باره دیده باشند. اگر چه به دلیل پایین بودن واکنش‌های آدمیان امکان کنترل آنها به دست آدمیان در مواردی مانند کنترل موشک وجود ندارد. سامانه‌هایی که معمولاً در بیشتر موارد کاملاً دیجیتال هستند برای هدایت، ناوبری و کنترل به کار گرفته می‌شوند. حتی در مواردی که آدمیان بتوانند این کارها را انجام دهند، باز هم غالباً سیستم‌های هدایت، ناوبری و کنترل به کار می‌روند که مزایایی مانند کاهش بار کاری عملگر (اپراتور)، کاهش آشفتگی (چالهٔ هوایی)، صرفه‌جویی در مصرف سوخت و غیره فراهم می‌کنند. افزون بر این نرم‌افزارهای پیچیده توانایی کنترل خودکار یا از راه دور را امکان‌پذیر می‌کند.
- هدایت تعیین مسیر مورد نظر سفر یا مسیر پیمایش از مکان فعلی وسیله نقلیه تا هدف تعیین شده‌است که تغییرات مورد نظر در سرعت، چرخش و شتاب برای دنبال کردن آن مسیر را نیز در بر می‌گیرد.
- ناوبری به تعیین مکان و سرعت وسیله نقلیه در یک زمان معین و همچنین وضعیت آن اشاره دارد.[۲][۳][۴]
- کنترل به دستکاری نیروها از طریق کنترل‌های فرمان، رانشگرها و غیره اشاره دارد که برای اجرای دستورات هدایت و در عین حال پایداری خودرو لازم است.[۵]

## نمونه‌ها
سامانه‌های هدایت، ناوبری و کنترل اساساً در همه سامانه‌های مستقل یا نیمه‌مستقل یافت می‌شوند. چند نمونه:
- خلبان‌های خودکار
- ماشین‌های بدون راننده مانند مریخ‌نوردها یا آن‌هایی که در چالش بزرگ دارپا شرکت می‌کنند.
- موشک‌های هدایت شونده
- سامانه‌های بارریزی هوایی با هدایت دقیق
- سیستم‌های کنترل واکنش برای فضاپیماها
- وسایل پرتاب فضاپیما
- وسایل نقلیه هوایی بدون سرنشین
- تراکتورهای فرمان خودکار
- وسیله نقلیه زیر آب خودمختار